# Contratto consensuale
I contratti consensuali sono quei contratti che si perfezionano con il mero consenso delle parti. Pertanto, rispettano il principio consensualistico, per cui un contratto si considera concluso con il solo consenso delle parti contraenti.
I contratti consensuali sono contrapposti ai contratti reali, che si perfezionano con la consegna della cosa oggetto del contratto (traditio rei). Questi ultimi rappresentano una deroga al principio consensualistico.
I contratti consensuali costituiscono la grande maggioranza dei contratti previsti dall'ordinamento italiano; inoltre, essendo i contratti reali rigorosamente tipici, tutti i contratti atipici sono da considerarsi consensuali.

## I contratti consensuali in Diritto romano
Nel Diritto romano le obbligazioni contratte con il (mero) consenso (obligationes consensu contractae), secondo l'elegante definizione del giurista del II secolo Gaio, sono quattro:
- Emptio venditio (compravendita);
- Locatio conductio (locazione, ma in senso più ampio rispetto all'attuale analogo istituto);
- Società;
- Mandato.